# Zehnkampf-Länderkampf der Männer 1987 Sowjetunion – BR Deutschland
| 9. Leichtathletik-Länderkampf mit bundesdeutscher Beteiligung 1987 | 9. Leichtathletik-Länderkampf mit bundesdeutscher Beteiligung 1987 |
| ------------------------------------------------------------------ | ------------------------------------------------------------------ |
|                                                                    |                                                                    |
| Zehnkampf-Vergleich der Männer: Sowjetunion – BR Deutschland       |                                                                    |
| Austragungsort                                                     | Tallinn                                                            |
| Wettbewerbe                                                        | 1                                                                  |
| Datum                                                              | 16./17. Juli                                                       |
| 1. URS 2. FRG                                                      | 36.965 Punkte 35.205 Punkte                                        |
| Chronik                                                            |                                                                    |
| ← FRA-FRG-POL (F)                                                  | URS-FRG 7kampf (F) →                                               |

Im neunten Vergleich des Länderkampfjahres 1987 stand wieder ein Zehnkampf gegen die Sowjetunion an. Schon sechzehn Begegnungen zwischen den beiden Teams hatte es gegeben. Dreizehn sowjetischen Siegen standen nur drei bundesdeutsche Erfolge gegenüber. In diesem Jahr wurde die Begegnung am 16./17. Juli im estnischen Tallinn ausgetragen.
Die Mehrkämpferinnen der beiden Länder trafen sich an denselben beiden Tagen ebenfalls in Tallinn zu einem eigenen Vergleich.

## Modus
Jede Mannschaft trat mit sechs Athleten an, von denen die fünf Besten durch Addition ihrer Punktzahlen gewertet wurden.

## Ergebnis
In der Einzelwertung lagen drei sowjetische Athleten vorn. So siegte auch diesmal wieder die Sowjetunion. Bei 36.965 zu 35.205 Punkten hatten die sowjetischen Zehnkämpfer einen Vorsprung von 1760 Punkten.

## Legende
Kurze Übersicht zur Bedeutung der Symbolik – so üblicherweise auch in sonstigen Veröffentlichungen verwendet:
| DNF | nicht im Ziel (did not finish) |
| DNS | nicht am Start (did not start) |
| NMH | keine Höhe (No Mark)           |

## Resultat

### Zehnkampf
| Platz | Name                 | Nation | Punkte | 100 m   | Weit- sprung | Kugel- stoßen | Hoch- sprung | 400 m   | 110 m Hürden | Diskus- wurf | Stabhoch- sprung | Speer- wurf | 1500 m      |
| ----- | -------------------- | ------ | ------ | ------- | ------------ | ------------- | ------------ | ------- | ------------ | ------------ | ---------------- | ----------- | ----------- |
| 01    | Richard Malachowski  | URS    | 7856   | 11,49 s | 6,66 m       | 14,20 m       | 2,03 m       | 48,85 s | 14,84 s      | 42,78 m      | 4,70 m           | 59,50 m     | 4:23,74 min |
| 02    | Igor Marin           | URS    | 7784   | 11,31 s | 7,10 m       | 13,95 m       | 2,00 m       | 50,66 s | 14,97 s      | 44,10 m      | 4,60 m           | 60,80 m     | 4:36,95 min |
| 03    | Oled Semenow         | URS    | 7597   | 11,20 s | 7,02 m       | 14,23 m       | 1,94 m       | 49,07 s | 14,93 s      | 41,86 m      | 4,10 m           | 54,84 m     | 4:29,59 min |
| 04    | Gerald Borchert      | FRG    | 7415   | 11,32 s | 6,71 m       | 12,85 m       | 1,97 m       | 49,75 s | 14,57 s      | 38,54 m      | 4,30 m           | 56,38 m     | 4:37,72 min |
| 05    | Martin Grundmann     | FRG    | 7383   | 11,59 s | 6,92 m       | 13,63 m       | 2,03 m       | 52,58 s | 14,72 s      | 39,96 m      | 4,40 m           | 51,04 m     | 4:31,58 min |
| 06    | Jürgen Hoppe         | FRG    | 7305   | 11,42 s | 7,14 m       | 12,66 m       | 1,82 m       | 50,69 s | 15,27 s      | 42,58 m      | 4,30 m           | 56,86 m     | 4:38,85 min |
| 07    | Falk Schade          | FRG    | 7083   | 11,33 s | 7,08 m       | 11,45 m       | 1,94 m       | 51,27 s | 15,75 s      | 35,42 m      | 4,60 m           | 45,94 m     | 4:32,25 min |
| 08    | Nikolai Zajats       | URS    | 7057   | 11,14 s | 6,71 m       | 12,81 m       | 1,88 m       | 49,43 s | 15,23 s      | 30,16 m      | 4,60 m           | 51,24 m     | 4:54,67 min |
| 09    | Igor Olejnik         | URS    | 6681   | 11,03 s | 7,13 m       | 14,43 m       | 1,82 m       | 50,08 s | 14,96 s      | 40,00 m      | 4,00 m           | 53,18 m     | DNF         |
| 10    | Bruno Chirco         | FRG    | 6019   | 11,34 s | 6,95 m       | 12,07 m       | NMH          | 49,91 s | DNF          | 48,20 m      | 4,70 m           | 54,18 m     | 4:37,22 min |
| DNF   | Jens Hohaus a        | FRG    |        | 11,51 s | 6,92 m       | 11,96 m       | 1,85 m       | 51,43 s | DNS          |              |                  |             |             |
| DNF   | Igor Drobyschewski a | URS    |        | 11,30 s | 7,01 m       | 11,73 m       | 1,85 m       | DNS     |              |              |                  |             |             |